# جوندو هانومانثا راو
كان جوندو يعمل في مجال صناعة الحلويات قبل الدخول في صناعة الترفيه. ، وانضم راو إلى تشيتي بابو بونيامورتولا وبينكي في مسيرات لدعم حزب التيلجو ديسام . أضافت حملته في المسيرات الفكاهة وقدمت ارتياحًا كوميديًا للناس. :ا نا في حيدر أباد، الهند، بسبب السكتة القلبية المفاجئة الثانوية لمرض الكلى المزمن.